# Rubus peninsulae
Rubus peninsulae är en rosväxtart som beskrevs av Rilstone. Rubus peninsulae ingår i släktet rubusar, och familjen rosväxter. Inga underarter finns listade i Catalogue of Life.